# Hrabstwo Traill

Piramida wieku hrabstwa

Hrabstwo Traill (ang. Traill County) – hrabstwo w stanie Dakota Północna w Stanach Zjednoczonych. Hrabstwo zajmuje powierzchnię lądową 2 232,28 km². Według szacunków US Census Bureau w roku 2006 liczyło 8178 mieszkańców. Siedzibą hrabstwa jest miasto Hillsboro.

## Miejscowości
- Buxton
- Clifford
- Grandin
- Galesburg
- Hillsboro
- Hatton
- Mayville
- Portland

## CDP
- Blanchard
- Caledonia

W hrabstwie znajdują się dwa najwyższe maszty radiowe na świecie:
- KVLY/KTHI TV Mast (628,8 m)
- KXJB-TV mast (627,89 m)